# Градочка базилика I
Градочката базилика I (на македонска литературна норма: Градочка базилика I) е раннохристиянска православна базилика, чиито руини са открити в античното и средновековно селище Градок, край мариовското село Манастир, Северна Македония.

## Местоположение
Базиликата е разположена в източната част на акропола.

## Описание
Базиликата е трикорабна с нартекс и анекси в западната част. Заедно със съседната Базилика II на запад датира от VI век. Двета базилика са изключително добре запазени и с това са уникални в Северна Македония. Базиликата е имала тухлени колонади с арки и голям триделен прозорец в апсидата.